# Verfahren um jüdische Vermögen bei Schweizer Banken
Das Verfahren um die Vermögenswerte der jüdischen Opfer bei Schweizer Banken war ein Wiedergutmachungsprozess zur Entschädigung verlorener jüdischer Vermögen in der Schweiz in der Zeit von 1933 bis 1945.

## Hintergrund
1996 begann in den Vereinigten Staaten eine vom Jüdischen Weltkongress und Ed Fagan ausgelöste Diskussion über die Aktivitäten von Schweizer Banken während des Zweiten Weltkrieges. Die Organisation reklamierte eine Entschädigung für das stillschweigende Einbehalten nachrichtenloser jüdischer Depot- und Kontenvermögen. Weiterhin hatten die deutschen Nationalsozialisten enteignete Vermögenswerte in Form von Schmuck, Kunst und Devisen in der neutralen Schweiz „umgeschlagen“.
Die Banken weigerten sich, auf die Forderungen einzugehen und begründeten ihre Haltung mit einer Entschädigungszahlung von 1946/47 in Höhe von 250 Millionen Schweizer Franken (Pariser Reparationsabkommen, Abkommen über deutsche Vermögenswerte in der Schweiz (1946)) und der bisherigen Freigabe von 55.000 Konten, rechtskräftigen Abweisungen weiterer Ansprüche vor deutschen und US-Gerichten in der Folgezeit, einem ungerechtfertigten Bereicherungsanspruch seitens der Holocaust-Organisationen auf erpresserische Weise sowie mit einer Rechtsunsicherheit, da weitere Ansprüche vor ausseramerikanischen Gerichten weiterhin möglich wären. Die offizielle Schweiz wies alle Ansprüche ab.
In der Folge wurden in den US-Bundesstaaten New York, New Jersey und Kalifornien Schweizer Produkte mit Boykott bedroht. Kalifornien etwa erliess 1999 den California’s Holocaust Victim Insurance Relief Act (HVIRA), ein Gesetz, das jeden Versicherer verpflichtete, detaillierte Informationen über seine Aktivitäten in Europa von 1920 bis 1945 zu liefern. Daraufhin einigten sich die beiden grössten Schweizer Banken UBS und Credit Suisse in einem Verfahren vor dem United States District Court in Brooklyn, New York gegen die Schweizer Banken 1998 (CV-96-4849 (8 431884) (0184W98 NB)) mit den Klägern auf eine Globallösung in der Höhe von 1,25 Milliarden US-Dollar. Das Verfahren basierte auf dem Alien Tort Claims Act von 1789. Nach einer Absichtserklärung vom 2. Mai 1996 wurde in verschiedenen Übereinkommen zwischen Januar 1999 und August 2000 das weitere Vorgehen festgehalten.

## Umsetzung
In einer dreijährigen Untersuchung erfasste die erste so genannte Volcker-Kommission (ICEP) nachrichtenlose Konten bei 254 Schweizer Handels-, Kantonal- und Privatbanken über einen Zeitraum von 60 Jahren. 4,1 Millionen Konten (60 Prozent der Gesamtzahl) wurden untersucht und 53.886 Konten mit relevantem Zusammenhang festgestellt. Bis November 1999 wurde in 1221 Fällen ein Buchwert von 22 Millionen Schweizer Franken zuerkannt. Die Entscheidung über die Einzelansprüche traf ein Claims Resolution Tribunal CRT. Das CRT beendete seine Tätigkeit 2012.
Zur Klärung förderte die ICEP zudem eine Studie von Helen B. Junz über die Vermögenslage jüdischer Bevölkerung vor dem Krieg in Ländern der nationalsozialistischen Besatzung, Deutschland und Österreich, die zu dem Schluss kam, dass vor den Enteignungen 12,1 Milliarden US-Dollar jüdisches Vermögen vorlagen, davon 3 Milliarden in Barvermögen.
Am 13. Januar 2005 wurden zirka 2700 zusätzliche Namen von Kontoinhabern und zirka 400 zusätzliche Namen von Bevollmächtigten von Konten, deren Inhaber möglicherweise oder wahrscheinlich Opfer nationalsozialistischer Verfolgung waren, publiziert. Das CRT erhielt bis zu diesem Zeitpunkt 32.000 Anmeldungen von Opfern, die Vermögenswerte beanspruchten, und erkannte 338,5 Millionen US-Dollar zu.
Ansprüche an weitere europäische Länder und Unternehmen folgten diesen Modalitäten über die International Commission on Holocaust Era Insurance Claims.
Im Januar 2025 wurde bekannt, dass ein Untersuchungskomitee des US-Senats feststellte, bei früheren Ermittlungen zu Konten der Nazis während des Zweiten Weltkriegs seien Informationen verschwiegen worden. Neu entdeckte historische Dokumente bewiesen, dass damalige Kontoinhaber der einstigen Schweizer Großbank Credit Suisse Verbindungen zu den Nazis gehabt hätten.